# Francis James Child
Francis James Child (Boston, 1º febbraio 1825 – Boston, 11 settembre 1896) è stato un filologo e studioso statunitense delle tradizioni e della letteratura colta e popolare in lingua inglese.
Al suo nome è legato il monumentale corpus delle ballate popolari di Inghilterra e di Scozia che, dalla sua pubblicazione, sono dette per antonomasia Child Ballads.

## Biografia
Francis James Child nacque il 1º febbraio 1825 a Boston. La sua famiglia era di condizioni assai modeste (suo padre era un fabbricante di vele). Frequentò la Boston Grammar School e la English High School, entrambe scuole pubbliche, per iscriversi poi alla Boston Latin School. Fu proprio il preside di tale scuola, Epes Sargent Dixwell, che si accorse dell'autentico genio del giovane e si adoperò per farlo ammettere all'Università di Harvard. Child fu uno studente brillantissimo e fu eletto class orator. Nel 1846 si laureò risultando il primo del suo corso; gli fu quindi offerta una cattedra di matematica e, successivamente, di storia e economia politica. Ma i reali interessi del Child erano altrove, ovvero nel campo della filologia e della critica. Nel 1849 un prestito da parte di Jonathan I. Bowditch (al quale poi dedicò la sua opera capitale) gli permise di congedarsi momentaneamente da Harvard. Si recò quindi in Europa (1849-1851) per studiare drammaturgia inglese e filologia germanica a Berlino e Gottinga. Nel 1851, al suo ritorno in patria, fu nominato docente di retorica a Harvard, cattedra che mantenne per 25 anni. Per tutto il periodo della sua docenza raccolse collezioni di ballate in molte lingue e tenne una fitta corrispondenza con studiosi di tutto il mondo. Grazie ai suoi sforzi, la biblioteca della Harvard ospita adesso una delle più grandi raccolte mondiali di testi dedicati alla cultura popolare. Francis James Child ricevette durante la sua vita tre lauree honoris causa: la prima gli fu concessa dall'Università di Gottinga quando aveva solo 29 anni, la seconda da Harvard nel 1884 e la terza dalla Columbia University nel 1887.
Child pubblicò molte opere. Oltre alla sua canonica raccolta di ballate, sono considerate di grande importanza la sua edizione della poesia spenseriana (The Poetical Works of Edmund Spenser, 1855, 5 voll.) ed il suo studio Observations on the Language of Chaucer and Gower (1863). Fu inoltre coordinatore generale di una collana dedicata alla poesia in lingua inglese di tutte le epoche, iniziata nel 1853 e che arrivò a comprendere 150 volumi. Nel 1860 sposò Elizabeth Ellery Sedgwick, dalla quale ebbe tre figlie ed un figlio. Era descritto come una persona dotata di fascino e senso dell'umorismo, e veniva scherzosamente chiamato Stubby Child (giocando con il suo cognome; letteralmente significa qualcosa come "bambino tarchiato") a causa della sua bassa statura e delle spalle un po' curve. Era un patriota ardente; non potendo arruolarsi per motivi di salute, raccolse delle collette e scrisse articoli, fogli volanti e persino ballate in favore dell'Unione.
Nel 1893 la carrozza dove viaggiava ebbe un grave incidente e Child rimase gravemente ferito. La sua salute, già minata dalla gotta e dai reumatismi, declinò ulteriormente. Morì l'11 settembre 1896 poco prima di terminare l'ultimo volume della sua raccolta di ballate; la sua tomba si trova nel cimitero di Stockbridge.
Come detto, Child morì poco prima di portare a termine la sua opera. L'introduzione e la bibliografia non erano ancora state completate. La bibliografia era in fase avanzata di stesura, ma le note che aveva redatto per l'introduzione risultarono insufficienti e nessuno si sentì in grado di assolvere al compito. Nonostante ciò, l'opera del Child rimane la pietra di paragone per tutte le altre raccolte del genere, e le ballate tradizionali in lingua inglese sono da allora semplicemente le Child Ballads.